# 니콜라스 오타멘디
니콜라스 에르난 곤살로 오타멘디(스페인어: Nicolás Hernán Gonzalo Otamendi, 1988년 2월 12일~)는 아르헨티나의 축구 선수로 포지션은 센터백이다. 현재 프리메이라리가의 SL 벤피카와 아르헨티나 축구 국가대표팀에서 활동하고 있다.
선수 생활 초기에 벨레스 사르스피엘드와 FC 포르투에서 뛰었으며 포르투 소속으로 프리메이라리가 3회 우승, 2011년 UEFA 유로파리그 우승을 포함해 주요 대회 8회 우승을 달성했다. 2014년에 발렌시아에 입단했으며 브라질의 아틀레치쿠 미네이루에서 4개월간 임대 생활을 했다. 2015년에 맨체스터 시티로 이적해 2018년과 2019년 연속으로 프리미어리그 우승을 차지했으며 리그컵 4회, FA컵 1회 우승을 차지했다. 2020년에 벤피카 소속으로 프리메이라리가로 돌아왔고 2022-23 시즌 프리메이라리가 우승과 포르투갈 슈퍼컵 우승을 차지했다.
2009년부터 아르헨티나 국가대표로 활동하고 있는 오타멘디는 A매치에 100회 이상 출전했고, 조국을 대표해 FIFA 월드컵 3회, 코파 아메리카 4회에 출전했다. 코파 아메리카에서 연속 준우승을 달성한 그는 네 번째 대회인 2021년 코파 아메리카에서 우승했고, 다음 해 2022년 월드컵에서도 아르헨티나 대표팀 선수로 참가하여 우승을 달성했다.

## 구단 경력

### 벨레스 사르스필드
2008년 5월 10일, 오타멘디는 2-1로 승리한 2008년 클라우수라, 로사리오 센트랄 홈경기에서 벨레스 사르스필드의 1군경기 데뷔를 우고 토칼리의 명에 따라 하였다. 토칼리 시대에, 오타멘디는 5번째 초이스로, 그의 서열 앞에 마리아노 우글레시치, 왈도 폰세, 페르난도 토비오, 그리고 마르코 토르시글리에리가 있었다. 하지만, 그의 1군 역할은 리카르도 가레카 감독의 원년인 2009년 클라우수라에 변경되었다. 오타멘디는 칠레 국가대표 경기에서 부상당한 왈도 폰세를 대신하여 팀의 센터백을 토너먼트 3차전에서부터 맡았다. 오타멘디는 주전 자리를 세바스티안 도밍게스와 함께 확보하였다. 그는 2009년 클라우수라 우승 과정에서 총 19경기 중 17경기에 출장하였다.
그는 2009년 아페르투라에서 데뷔골을 맛보았다. 3-1 승리로 끝난 아르세날전에서 첫골을 기록하였다. 그 시즌에 또한, 그는 클럽대항전에 데뷔하였다. 팀은 코파 수다메리카나에 출전하였다. 2009년동안의 활약에 힘입어, 그는 엘 파이스에서 시행한 언론인들의 투표로 수상하는 남미 올해의 팀 일원으로 뽑혔다.

### FC 포르투
2010년 8월 23일, 오타멘디는 벨레스 사르스필드에서 포르투갈 리가의 최고 명문팀 FC 포르투로 €4M의 가격, 5년 계약으로 이적하였다. 벨레스는 50%의 선수 권한을 보유하였고, 추가의 €4M을 포르투에 2011년 9월까지 소비세로 붙였다. 그의 포르투갈 리가 데뷔 경기에서, 그는 SC 올랴넨세전에 2-0 승리를 이끄는 두 골을 모두 넣었고, 그가 골 넣는 수비수임을 활약함과 동시에, 양발에 능함을 SC 브라가전에서 다시 확인시켰다.

### 발렌시아 CF
2014년 2월 6일, 오타멘디는 포르투갈 리가의 명문팀인 FC포르투에서 스페인 라 리가의 명문팀인 발렌시아 CF로 이적하였다. 이적료는 €15M이었다. 그러나 아르헨티나와 이탈리아 국적을 갖고 있는 줄 알았던 오타멘디는 아르헨티나 국적만 갖고 있었고, 그 결과 발렌시아 CF의 non EU 선수는 3명을 넘었다. 그 당시 감독이었던 후안 안토니오 피찌 감독은 수비보다는 공격을 중시하여 오타멘디가 아닌 에두아르도 바르가스를 팀에 남겼다. 이로 인해 오타멘디는 2013-14시즌의 후반기를 브라질 리그의 아틀레티코 미네이루에서 보냈다.
2014-15 시즌이 시작되면서 오타멘디는 본격적으로 발렌시아 CF에 합류하게 되었다. 오타멘디는 슈코드란 무스타피와 같이 안정적인 수비와 세트피스 시의 공격력을 보여주면서 단숨에 리그 최고의 수비수로 거듭나게 되었다. 특히 레알 마드리드의 22연승을 저지하는 헤딩골을 넣는 등 2014-15 시즌 동안 총 6골을 넣으며 공격과 수비에서 모두 완벽한 모습을 보여주며 발렌시아 CF의 UEFA 챔피언스리그 복귀를 도왔다. 이러한 활약 등을 바탕으로 오타멘디는 '이 달의 라 리가 베스트 11'에 5번 선정되었고 UEFA, 《마르카》가 선정한 이번 시즌의 라 리가 베스트 11에 선정되었다.

### 맨체스터 시티
2014-15 시즌이 끝난 후, 오타멘디는 다른 팀으로의 이적을 원한다고 언급하였다. 이에 맨체스터 유나이티드와 같은 팀들이 오타멘디를 사려 했으나 발렌시아 CF는 €50M의 이적료를 고수하였고, 결국 2015년 8월 20일, 오타멘디는 '€45M + 옵션'으로 맨체스터 시티로 이적하였다.

## 국가대표팀 경력
2009년, 오타멘디는 파나마와의 친선경기를 위해 디에고 마라도나 감독의 부름을 받아 아르헨티나 축구 국가대표팀에 차출되어 데뷔전을 치렀다. 그의 데뷔 당시 오타멘디는 21살이었고, 현재까지 11번의 국가대표 경기를 치렀다. 5월 20일, 그는 파나마전에 출장하여 아르헨티나가 3-1로 승리하였다. 그는 콜롬비아, 에콰도르와의 2010년 FIFA 월드컵 예선 경기를 치렀고, 마르틴 데미첼리스와 더불어 센터백을 맡았다. 그는 벨레스 클럽 팀의 동료 세바스티안 도밍게스와 더불어 브라질전을 주전으로 뛰었다. 그는 우루과이전에서 세 번째 출장의 하였는데, 여기에서 그는 오른쪽 풀백으로 바뀌어 경기를 치렀다.
2010년 5월 19일, 오타멘디는 2010년 FIFA 월드컵 아르헨티나의 23인 명단에 최종적으로 등록되었다. 2010년 6월 22일, 오타멘디는 조별리그 최종전인 그리스전에서 선발로 출전하였다. 기자회견에서, 디에고 마라도나는 그가 개인적으로 아르헨티나 최고 선수라고 칭찬하였다. 그는 다음 경기인 멕시코와의 16강전에서도 뛰었고, 아르헨티나는 3-1로 승리하였다. 마지막으로 독일과의 8강전에서 뛰었고, 아르헨티나는 0-4로 완패하였다. 8강전에서는 언론의 맹비난을 받았고, 디에고 마라도나가 하비에르 사네티를 엔트리에서 제외시켜가면서까지 그를 오른쪽 풀백으로 쓴 것을 패인이라고 지적하였다. 하지만, 월드컵 종료 후, 오타멘디는 여전히 그의 주 포지션인 센터백이 아니더라도 아르헨티나 국가대표로 뛰기를 원한다고 해명하였다.
그러나 2014년, 오타멘디는 마라도나의 아이들을 엔트리에서 열외시키겠다는 알레한드로 사베야의 방침에 따라 하비에르 파스토레, 카를로스 테베스와 더불어 2014년 FIFA 월드컵 아르헨티나의 23인 명단에서 제외되었다. 오타멘디 없이 알레한드로 사베야는 준우승을 달성했다.
이후 오타멘디는 2018년 FIFA 월드컵 아르헨티나의 23인 명단에 최종적으로 등록되었다. 하지만 조별리그 크로아티아전에서 싸움을 야기시켰으며 그렇게 아르헨티나 답지 않게 졸전 끝에 조 2위로 16강에 오르는 바람에 아르헨티나는 16강부터 우승후보 프랑스를 만났다. 이 경기에서 오타멘디는 공을 걷어내는 척 하면서 공으로 그라운드에 누워 있는 프랑스의 폴 포그바를 공격했다. 이로 인해 또 싸움이 일어났으며 팀은 프랑스에게 3-4로 패배했다.
2022년 FIFA 월드컵에서는 리오넬 스칼로니가 오타멘디를 개과천선 시켜서 다시 엔트리에 넣었다. 평균 신장이 작은 2022년 FIFA 월드컵의 아르헨티나 엔트리에서 오타멘디는 공중볼 수비를 담당했다. 그리고 오타멘디는 이전의 월드컵에서의 깽판에 가까운 활약과는 달리 팀을 위해 헌신해 아르헨티나가 월드컵 통산 3번째 우승을 하는데 기여했다. (다만 결승전에서는 어처구니 없는 실수로 PK를 허용하고 연장 종료 직전 공중볼 처리 미스로 콜로무아니에게 키퍼와의 1:1을 허용하는 등 아쉬운 활약을 보이긴 했다.) 결승전이 시작하기 직전 세르히오 아궤로에게 자신의 유니폼을 빌려줬다. 이 경기에서 프랑스를 이기고 우승하자 세르히오 아궤로가 그 유니폼을 입고 그라운드에 나왔다.

## 플레이 스타일
몸싸움에만 특화된 원 패턴 스타일의 선수이다. 상대의 공을 걷어내고 상대를 몸으로 밀어붙여 수비 하는 수비수이다. 때문에 화려한 개인기는 기대할 수 없고 오직 신체 스펙 만으로 플레이를 하는 선수이다. 그래서 카드에 매우 취약하며 경고를 굉장히 많이 받았다.

## 출전 통계
| Club                    | Season       | Total | Total |
| Club                    | Season       | Apps  | Goals |
| ----------------------- | ------------ | ----- | ----- |
| Vélez Sarsfield         | 2007–08      | 1     | 0     |
| Vélez Sarsfield         | 2008–09      | 18    | 0     |
| Vélez Sarsfield         | 2009–10      | 33    | 1     |
| Vélez Sarsfield         | 2010–11      | 2     | 0     |
| Vélez Sarsfield         | Total        | 54    | 1     |
| Porto                   | 2010–11      | 31    | 6     |
| Porto                   | 2011–12      | 30    | 2     |
| Porto                   | 2012–13      | 43    | 1     |
| Porto                   | 2013–14      | 20    | 1     |
| Porto                   | Total        | 124   | 10    |
| Atlético Mineiro (loan) | 2014         | 19    | 1     |
| Valencia                | 2014–15      | 38    | 6     |
| Manchester City         | 2015–16      | 49    | 1     |
| Manchester City         | 2016–17      | 43    | 1     |
| Manchester City         | 2017–18      | 46    | 5     |
| Manchester City         | 2018–19      | 33    | 1     |
| Manchester City         | 2019–20      | 39    | 3     |
| Manchester City         | Total        | 210   | 11    |
| Benfica                 | 2020–21      | 38    | 1     |
| Benfica                 | 2021–22      | 43    | 0     |
| Benfica                 | 2022–23      | 46    | 2     |
| Benfica                 | 2023–24      | 51    | 4     |
| Benfica                 | 2024–25      | 28    | 1     |
| Benfica                 | Total        | 206   | 8     |
| Career total            | Career total | 648   | 37    |

## 수상 내역

#### 벨레스
- 아르헨티나 프리메라 디비시온: 2009년 클라우수라

#### 포르투
- 포르투갈 리가: 2010–11, 2011–12, 2012–13
- 포르투갈 컵: 2010–11
- 포르투갈 슈퍼컵: 2011, 2012, 2013
- UEFA 유로파리그: 2010-11

#### 맨체스터 시티
- 프리미어리그: 2017-18, 2018-19
- FA컵: 2018-19
- 풋볼 리그 컵/EFL컵: 2015-16, 2017-18, 2018-19, 2019-20
- FA 커뮤니티 실드: 2018, 2019

#### 벤피카
- 프리메이라리가 : 2022-23
- 타사 다 리가 : 2023-24
- 수페르타사 칸디두 데 올리베이라 : 2023

#### 아르헨티나
- 코파 아메리카 : 2021, 2024
- FIFA 월드컵 : 2022

### 개인
- 남아메리카 올해의 팀 : 2009
- 라리가 올해의 팀 : 2014-15
- PFA 올해의 팀 : 2017-18
- 프리메이라리가 올해의 팀 : 2022-23
- 코파 아메리카 대회 베스트 : 2015, 2016
- ESM 올해의 팀 : 2015-16